# الإجهاض في مالطا

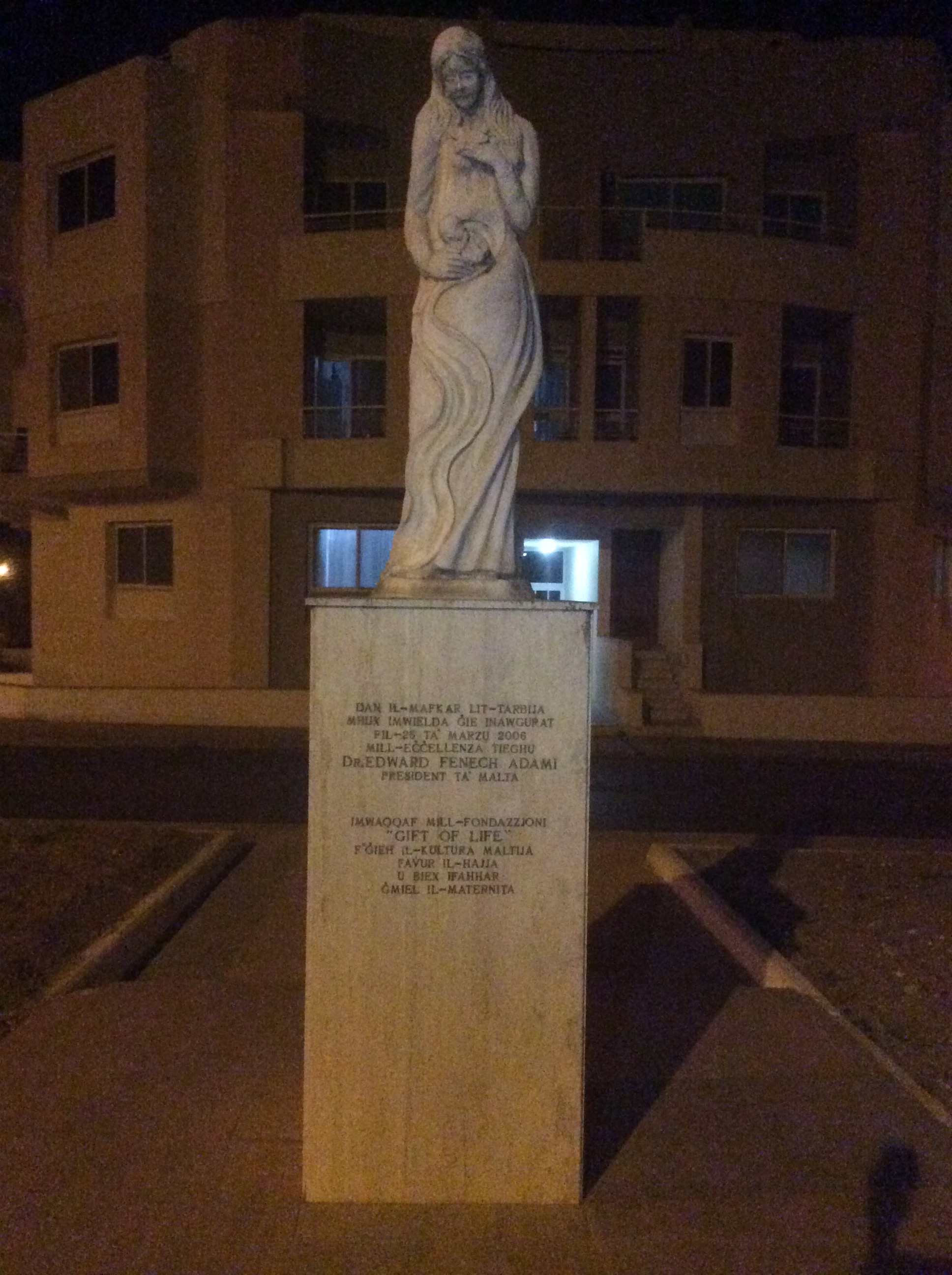
نصب تذكاري للطفل الذي لم يولد بعد على طريق رئيسي بين موستا وناكسار

الإجهاض في مالطا غير قانوني، رغم أنه نادرًا ما تتم مقاضاته. مالطا لديها واحد من أكثر قوانين مكافحة الإجهاض صرامة في العالم وهي الدولة الوحيدة في الاتحاد الأوروبي التي تحظر الإجهاض تمامًا. يُسمح بعلاج الحمل خارج الرحم بقرار لكل حالة على حدة.

## القانون الجنائي
ينص قانون العقوبات على:
«(1) أي شخص يتسبب، بأي طعام أو شراب أو دواء أو عن طريق العنف أو بأي وسيلة أخرى مهما كانت، في إجهاض أي امرأة لديها طفل، سواء كانت المرأة برضاها أم لا، سيكون مسؤولاً، عند إدانته بالسجن من 18 شهرًا إلى ثلاث سنوات»
«(2) تُفرض نفس العقوبة على أي امرأة تتسبب في إجهاضها بنفسها، أو تكون قد وافقت على استخدام الوسائل التي يتم بها الإجهاض».
في عام 2005 سعى تونيو بورغ، وهو سياسي مالطي، إلى تعديل الدستور لحظر الإجهاض تمامًا.

## ملخص
تشير التقديرات إلى أن ما بين 300 و 400 امرأة مالطية تسافر إلى الخارج لإجراء عمليات إجهاض كل عام، معظمها إلى المملكة المتحدة (حوالي 60 سنويًا) وإيطاليا، مع كون ألمانيا وهولندا وبلجيكا من بين الوجهات الأخرى أيضًا. هذا التقدير يعني أن النساء المالطيات يقمن بالإجهاض تقريبًا مثل متوسط الاتحاد الأوروبي، على الرغم من أن مالطا هي الدولة الوحيدة في الاتحاد الأوروبي التي تحظر الإجراء (المعدل في مالطا يتراوح بين 3.6 و 4.7 لكل ألف امرأة; متوسط الاتحاد الأوروبي هو 4.4).

## مقترحات نزع الصفة الجرمية
في 12 مايو 2021, قدمت النائبة المالطية المستقلة مارلين فاروجيا أول اقتراح تشريعي في البلاد لإلغاء تجريم الإجهاض، قائلة «نعلم جميعًا أن حماية حقوق المرأة لا تأتي من خلال التهديد بوضعهن في السجن». اقتراح فاروجيا شطب ثلاث مواد في القانون الجنائي في مالطا واستبدالها بقانون يعاقب على الإجهاض القسري بالسجن لمدة عشر سنوات.